# Sintula penicilliger
Sintula penicilliger är en spindelart som först beskrevs av Simon 1884.  Sintula penicilliger ingår i släktet Sintula och familjen täckvävarspindlar.
Artens utbredningsområde är Algeriet. Inga underarter finns listade i Catalogue of Life.